# Чичваркин, Евгений Александрович
Евге́ний Алекса́ндрович Чичва́ркин (10 сентября 1974, Ленинград) — российский предприниматель. Сооснователь и бывший совладелец (1997—2008) сети салонов сотовой связи «Евросеть». С конца 2008 года живёт в Великобритании, где занимается винным и ресторанным бизнесом.

## Биография
Евгений Чичваркин родился 10 сентября 1974 года. По собственному признанию, «физически появился на свет» в Ленинграде. Большинство источников указывает городом рождения Москву (прямая цитата Чичваркина: «Формально я появился на свет в Ленинграде, а зарегистрирован в Москве (мама — ленинградка, папа — москвич)»). Его отец работал гражданским лётчиком, а мать — инженером-экономистом в Министерстве внешней торговли СССР (позже в Министерстве промышленности и торговли). По его словам, дед был генералом авиации, похоронен на Новодевичьем кладбище. Его бабушка Мария Николаевна, урождённая Роговская, работала в 1979 году в ленинградской столовой. Говоря об этнических корнях, Чичваркин указывал, что его прапрадед был мокшей.
После окончания московской школы № 28 в 1991 году Чичваркин поступил в Государственную академию управления, которую окончил в 1996 году, получив диплом по специальности «Экономика управления на автотранспорте». В это же время занимался торговлей на вещевых рынках.
С 1996 по 1998 год учился в аспирантуре академии.

### Руководство компанией «Евросеть»
2 апреля 1997 года вместе с другом Тимуром Артемьевым создал компанию «Евросеть», которая впоследствии стала крупнейшей российской сотовой розничной сетью.
2 сентября 2008 года сотрудники правоохранительных органов провели обыск в центральном офисе компании «Евросеть», который был связан с расследованием дела о похищении в 2003 году бывшего экспедитора «Евросети» Андрея Власкина, по версии защиты Чичваркина, уличённого службой безопасности компании в кражах сотовых телефонов.
22 сентября вместе с Тимуром Артемьевым подписал соглашение о продаже 100 % компании «Евросеть» инвестиционной компании ANN, возглавлявшейся предпринимателем Александром Мамутом.
24 октября 50 % минус одна акция компании «Евросеть» были приобретены у компании ANN компанией «Вымпел-Коммуникации». Сделка по продаже была завершена 3 февраля 2011 года.
16 ноября Чичваркин возглавил ещё незарегистрированное Московское городское отделение партии «Правое дело», а также был назначен ответственным за брендинг партии.
20 ноября стало известно о том, что Чичваркин покинул пост председателя совета директоров компании «Евросеть».

### Эмиграция
До своего отъезда из страны жил в треугольнике Новые Черёмушки — Университет — Проспект Вернадского. 22 декабря 2008 года вылетел в Лондон. В январе 2009 года Следственный комитет при прокуратуре Российской Федерации возбудил в отношении Чичваркина уголовное дело.
2 марта 2010 года заявил о том, что просит больше не ассоциировать его с партией «Правое дело», так как работать в проекте из-за рубежа не получается.
3 апреля 2010 года 60-летнюю мать Чичваркина Людмилу Чичваркину обнаружили дома мёртвой. По предварительному заключению судмедэкспертов, Чичваркина упала и ударилась о край стола виском, однако Евгений Чичваркин считает, что это было убийство.
11 мая 2010 года в своём блоге в проекте «Сноб» опубликовал обращение к президенту России Дмитрию Медведеву, в котором снова обвинил МВД России в запугивании и вымогательстве у него денег за продажу компании «Евросеть» в 2008 году, а также обвинил пенитенциарную систему в содержании заключённых в нечеловеческих условиях — у бывшего руководителя службы безопасности «Евросети» Бориса Левина за время заключения с 2008 года обнаружили гепатит C.
30 мая 2010 года во время митинга «Московское чаепитие», проводившегося Либертарианской партией России, была организована телефонная прямая линия с Чичваркиным, во время которой он поддержал акцию в защиту свободной экономики.
31 августа 2010 года Чичваркин принял участие в митинге в защиту 31-й статьи Конституции РФ перед зданием российского посольства в Лондоне.
В январе 2011 года Следственный комитет прекратил уголовное дело в отношении Чичваркина. Впрочем, Чичваркин заявил, что опасается возвращаться в Россию из-за возможности новых преследований. В конце 2012 года заявил, что, возможно, вернётся в Россию «через 5—6 лет»; но только в случае смены действующего «режима».
В апреле 2016 года заявил о планах заняться позиционированием и брендингом организации «Открытая Россия».
В апреле 2019 года в разговоре с журналистом Алексеем Пивоваровым сказал, что после президентских выборов в России, на которых победителем снова был объявлен Владимир Путин, мысли о возвращении на родину следует, по всей видимости, оставить навсегда.
С февраля 2022 года является участником Антивоенного комитета России.
3 июня 2022 года Министерством юстиции России внесён в список физических лиц «иностранных агентов».

### Бизнес в Великобритании
C марта 2012 года вместе со своим другом Тимуром Артемьевым в Лондоне открыли винный бизнес «Hedonism Drinks Ltd», где Артемьев является владельцем компании, а Чичваркин выступает основным инвестором.
Осенью 2012 года Чичваркин открыл элитный магазин «Hedonism Wines» с соответствующим уровню дизайном[уточнить] на 700 м², в престижном районе Лондона Мэйфэр, до этого в течение двух лет шла подготовка. Чичваркин первоначально планировал, что средняя цена бутылки в его магазине составит 200 фунтов, но затем его убедили продавать вино ценой от 10 фунтов.
Весной 2018 года на улице Пикадилли, вместе с Артемьевым и шеф-поваром Олли Дабу, открыл ресторан «Hide», получивший одну звезду ресторанного гида «Мишлен». В 2017 году выручка магазина выросла на 37 % год к году до 20,7 млн фунтов, а чистая прибыль — почти в пять раз — до 1,6 млн фунтов.

## Уголовное преследование
14 января 2009 года следствие вынесло постановление о привлечении Евгения Чичваркина в качестве обвиняемого, ему инкриминировали часть 3 статьи 126 (похищение человека) и пункты «а», «б» части 3 статьи 163 (вымогательство) Уголовного кодекса. В конце декабря — начале января Чичваркину несколько раз направлялись повестки с вызовом на допрос, но поскольку связаться с ним следствие не смогло, его обвинили заочно. После этого он был объявлен в федеральный розыск.
28 января 2009 года Басманный районный суд города Москвы санкционировал заочный арест Чичваркина. 2 марта судебная коллегия Московского городского суда определила постановление Басманного суда оставить без изменения, а кассационные жалобы адвокатов — без удовлетворения. 12 марта Чичваркин был объявлен в международный розыск.
17 июня 2009 года Генеральная прокуратура направила в Великобританию запрос об экстрадиции Чичваркина. 27 августа Вестминстерский магистратский суд выписал ордер на арест, обязывающий его явиться в суд. 7 сентября Чичваркин был принудительно доставлен в суд, но в тот же день отпущен под залог в размере 100 000 фунтов стерлингов. 22 сентября прошли слушания об экстрадиции, судья назначил рассмотрение дела по существу на 1 декабря, Чичваркин вновь был отпущен под ранее внесённый залог в 100 000 фунтов стерлингов, у него были конфискованы документы, дающие право на заграничные поездки. 1 декабря Вестминстерский магистратский суд перенёс слушания по делу об экстрадиции на 2 августа 2010 года, удовлетворив ходатайство защиты, потребовавшей дополнительного времени для перевода с русского языка на английский большого количества документов по делу, а также подготовки списка свидетелей, которых адвокаты намерены вызвать в суд.
2 августа 2010 года Вестминстерский магистратский суд перенёс слушания по делу об экстрадиции Чичваркина на 13 сентября. 13 сентября Вестминстерский магистратский суд назначил основные слушания по делу об экстрадиции Чичваркина на 21 марта 2011 года.
24 января 2011 года Следственный комитет РФ прекратил уголовное дело в отношении Чичваркина, 26 января был прекращён его международный розыск, а 17 февраля Вестминстерский магистратский суд закрыл дело об экстрадиции.

## Взгляды Чичваркина
Придерживается либертарианских экономических и политических взглядов. На день рождения Дмитрия Медведева Евгений подарил ему роман Айн Рэнд «Атлант расправил плечи», которую Чичваркин считает «Библией предпринимательства».
Являлся сторонником украинского Евромайдана и выступал с критикой политики президента России Владимира Путина, в том числе в отношении Украины и аннексии Крыма Россией. 7 июля 2015 встретился с премьер-министром Украины Арсением Яценюком, после чего в СМИ появились сообщения о его возможном назначении главой «Укрнафты» (назначение не состоялось).
В декабре 2017 года в ходе дебатов с Владимиром Миловым на телеканале «Дождь» Чичваркин раскритиковал предвыборную программу Навального.

## Личная жизнь
Бывшая жена Антонина (развелись в мае 2016 года). Совместные дети: сын Ярослав (род. 1998), дочь Марта (род. 2006).
Фактическая жена — Татьяна Фокина (р. 1987) (без оформления брака с 2010 года) — управляющая винным магазином «Hedonism Wines» и рестораном «Hide» (родилась в Санкт-Петербурге, окончила филологический факультет Санкт-Петербургского государственного университета, проходила стажировку в пиар-агентстве, работала в просветительском проекте «Открытый университет» общественной организации «Открытая Россия» Михаила Ходорковского, затем переехала в Лондон и возглавила «Открытый университет»). Совместные дети: дочь Алиса (род. 23 октября 2015), сын Лев (род. 16 июня 2023).